# Susaki
Susaki (須崎市 Susaki-shi?) este un municipiu din Japonia, prefectura Kōchi.